# Разговори стари
„Разговори стари” је југословенски ТВ филм из 1986. године. Режирао га је Владимир Момчиловић а сценарио је написао Драган Галовић по делу Бранка Ћопића.

## Улоге
| Глумац            | Улога |
| ----------------- | ----- |
| Љубиша Бачић      |       |
| Драгомир Фелба    |       |
| Вук Костић        |       |
| Зинаид Мемишевић  |       |
| Борис Миливојевић |       |
| Зијах Соколовић   |       |